# Nausjki
Nausjki (ryska: На́ушки) är en ort i den ryska delrepubliken Burjatien i södra Sibirien. Samhället ligger söder om Bajkalsjön, vid gränsen till Mongoliet knappt 200 kilometer sydsydväst om republikshuvudstaden Ulan-Ude. Folkmängden uppgår till cirka 3 000 invånare.
Nausjki är Rysslands gränsstation på järnvägen mellan Ulan-Ude och Ulan Bator, vilken förbinder Ryssland med Mongoliet och i förlängningen Kina. Motsvarande gränsstation på den mongoliska sidan är Süchbaatar.